# Könyves Tóth Kálmán (lelkész)
Könyves Tóth Kálmán (Debrecen, 1837. augusztus 31. – Debrecen, 1924. július 16.) író, református lelkész. Könyves Tóth Mihály református lelkész fia, Könyves Tóth Kálmán matematikus unokabátyja.

## Életpálya
1837. szeptember 8-án kereszteltetett meg. Tanulmányait nagyrészt szülővárosában végezte. A szabadságharc alatt a szatmári katonai intézetben volt. A világosi fegyverletétel után apja fogságba került (anyját már 9 éves korában veszítette el), ezért ő és három testvére a rokonoknál találtak menedéket. Gimnáziumi tanulmányai közben a német, francia és az angol nyelvet is elsajátította. 1860-ban elvégezte a Debreceni Református Kollégiumban a teológiát, majd egy évig Szepes megyében időzött a német nyelvtudása tökéletesítése végett.
1861-ben külföldre ment és Utrechtben, Párizsban, majd Londonban folytatta tanulmányait. 1863-as hazatérése után Kunszentmiklós, 1866-tól Lacháza, végül 1883-tól Debrecen lelkésze, majd 1884-től a tiszántúli egyházkerület megválasztott tanácsbírója. 1863. november 14-én Debrecenben feleségül vette Budaházi Vilhelminát.
1859-ben, még diákkorában, jelent meg első irodalmi műve, a melyet a különböző tárgyú és természetű munkák egész sora követett. Az elbeszélő, ismeretterjesztő és egyházi irodalomban egyformán jelentékeny munkásságot fejtett ki. 1887-től majd minden fővárosi nevezetesebb lapnak, különösen az ifjúsági folyóiratoknak munkatársa volt, ugyanakkor Garzó Gyula Bibliai Magyarázatainak főmunkatársa. Ezután hosszú ideig munkatársa volt a Vasárnapi Újságnak. Samuel Smiles és Gaston Tissander számos munkáját átdolgozta magyarra.

## Főbb művei

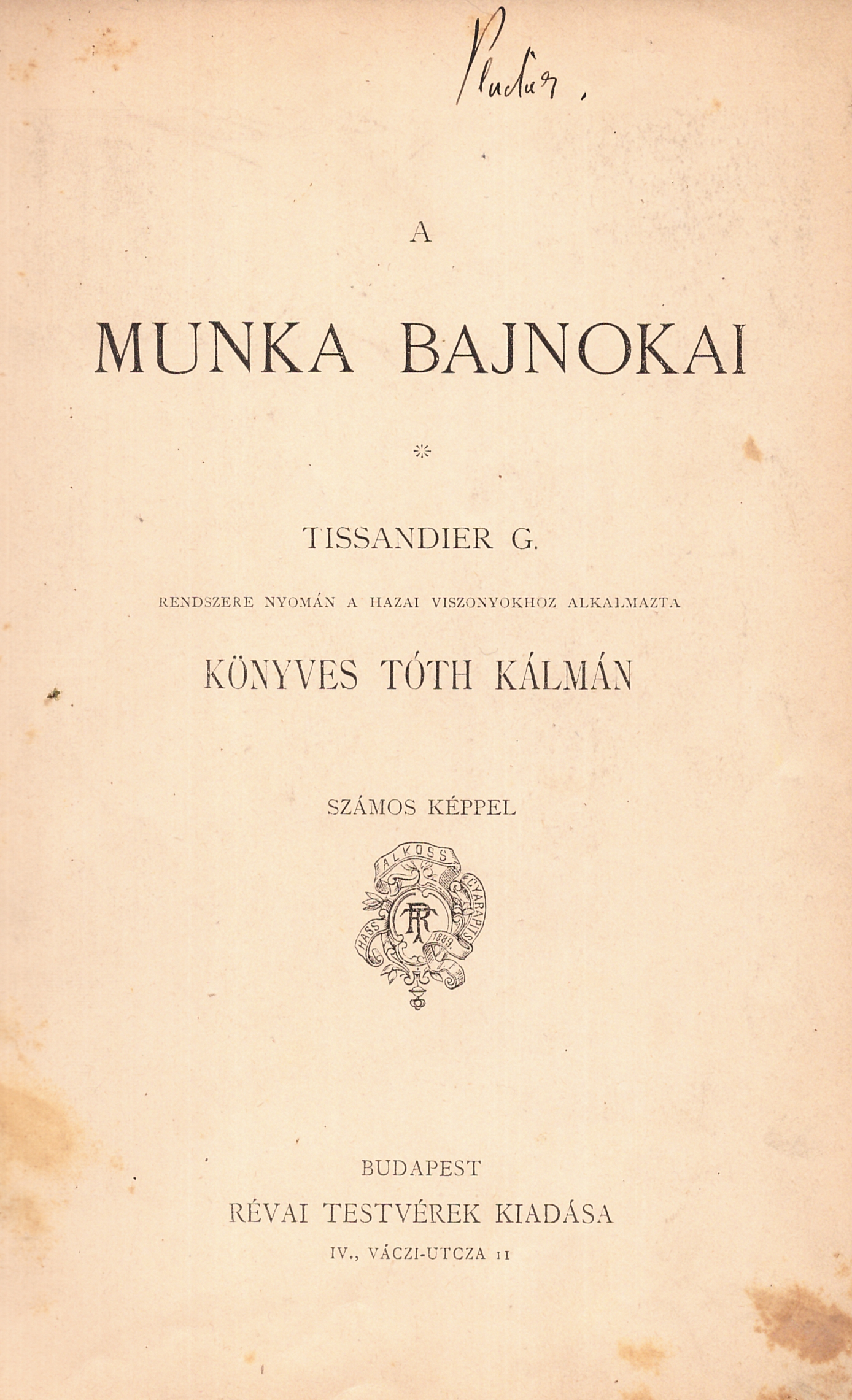
Gaston Tissandier: A munka bajnokai (1888), fordította és átdolgozta Könyves Tóth Kálmán

- A reformatio története Magyarországon, Budapest, 1872
- Önsegély élet- és jellemrajzokban, Budapest, 1873
- A tudomány vértanúi, Budapest, 1887
- A munka bajnokai, Debrecen, 1887
- Falusi történetek, Budapest, 1890
- A világlátók, Budapest, é. n.
- A gróf Degenfeld család története, Debrecen, 1893
- Életem alkonyán, Debrecen, 1905
- Emlékül (versek), Debrecen, 1913